# Дзевоньский, Эдвард
Эдвард Дзевоньский (пол. Edward Dziewoński; 1916—2002) — польский актёр театра, кино, телевидения, радио и кабаре, также актёр озвучивания, сатирик, театральный режиссёр и сценарист.

## Биография
Родился 16 декабря 1916 года в Москве; его отец — актёр Януш Дзевоньский. Актёрское образование получил в Государственном институте театрального искусства в Варшаве, который окончил в 1939 году. Дебютировал на сцене в 1945 г. Актёр театров в Лодзи и Варшаве (театр «Атенеум»). Выступал в спектаклях «театра телевидения» в 1958—1994 гг., был там тоже режиссёром много представлений в 1961—1996 гг. Также играл роли в «Кабаре джентльменов в возрасте».
Умер 17 августа 2002 года в Варшаве, похоронен на варшавском кладбище Старые Повонзки.

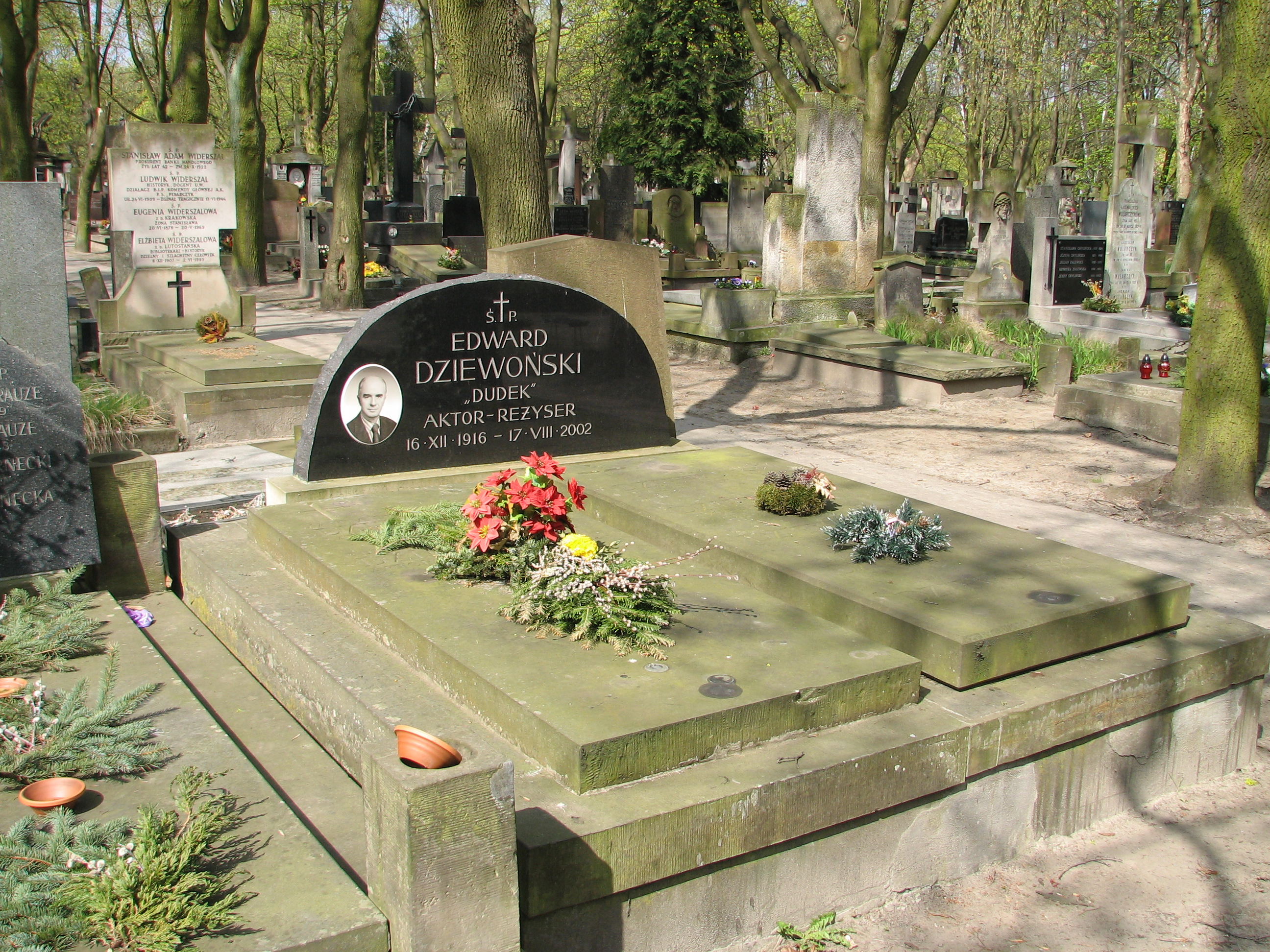
Семейное захоронение Дзевоньских на Повонзком кладбище.

## Избранная фильмография

### Актёр
| Год  | Русское название                             | Оригинальное название       |
| ---- | -------------------------------------------- | --------------------------- |
| 1946 | Запрещённые песенки                          | Zakazane piosenki           |
| 1947 | Последний этап                               | Ostatni etap                |
| 1948 | Пограничная улица                            | Ulica Graniczna             |
| 1949 | Дом на пустыре                               | Dom na pustkowiu            |
| 1953 | Приключение на Мариенштате                   | Przygoda na Mariensztacie   |
| 1953 | Дело, которое надо уладить                   | Sprawa do załatwienia       |
| 1954 | Автобус отходит в 6.20                       | Autobus odjeżdża 6:20       |
| 1956 | Необыкновенная карьера                       | Nikodem Dyzma               |
| 1958 | Эроика                                       | Eroica                      |
| 1960 | Тысяча талеров                               | Tysiąc talarów              |
| 1960 | Поиски прошлого                              | Powrót                      |
| 1960 | Косоглазое счастье                           | Zezowate szczęście          |
| 1962 | Завтра премьера                              | Jutro premiera              |
| 1963 | Жена для австралийца                         | Żona dla Australijczyka     |
| 1966 | Домашняя война (только в 14-й серии)         | Wojna domowa                |
| 1969 | Новый                                        | Nowy                        |
| 1970 | Дятел                                        | Dzięcioł                    |
| 1971 | Голубое, как Чёрное море                     | Niebieskie jak Morze Czarne |
| 1971 | Беспокойный постоялец                        | Kłopotliwy gość             |
| 1973 | Большая любовь Бальзака (только в 6-й серии) | Wielka miłość Balzaka       |
| 1982 | Долина Иссы                                  | Dolina Issy                 |
| 1985 | Дезертиры                                    | C.K. Dezerterzy             |
| 1989 | Пажи                                         | Paziowie                    |

### Озвучивание
- польские мультфильмы и документальные фильмы 1952—1978 гг.

## Признание
- 1979 — Награда председателя «Комитета в дела радио и телевидение» за радио- и телетворчество.
- 1997 — Командорский крест со звездой Ордена Возрождения Польши.